# بيدرو غونزاليس (دراج)
بيدرو غونزاليس (بالإسبانية: Pedro González)‏ هو دراج أرجنتيني، ولد في 1 يونيو 1983.

## وصلات خارجية
- بيدرو غونزاليس على موقع أرشيف الدراجات (الإنجليزية)
- بيدرو غونزاليس على موقع إحصائيات الدراجات الإحترافية (الإنجليزية)